# Фундора Лопес, Орландо
Орландо Фундора Лопес (исп. Orlando Fundora López, 1927—2016) — кубинский и международный общественный и политический деятель, президент (2002—2008) Всемирного совета мира, революционер, член Коммунистической партии Кубы.

## Биография
Присоединился к революционному движению на Кубе в начале 1950-х годов. Был профсоюзным деятелем работников банковской системы, участвовал в многочисленных столкновениях и акциях, вооруженном сопротивлении, за что преследовался властями режима Батисты, несколько раз подвергался тюремному заключению и пыткам. После изгнания, в 1957—1959 годах в Венесуэле продолжил борьбу в рядах местного революционного движения, снова был арестован, брошен в тюрьму и подвергнут жестоким пыткам реакционерами.
После победы Кубинской революции 1 января 1959 года был одним из организаторов Радио Гавана Куба, в 1961 г. назначен директором Радио Гавана, а затем в 1967 г. — генеральным директором агентства новостей Prensa Latina.
В 1966 году Орландо Фундора стал начальником отдела информации Международного отдела Центрального комитета Коммунистической партии Кубы, а после 1973 года — начальником отдела революционной ориентации ЦК КП Кубы. По данным ЦРУ США Фундора Лопес был одним из ключевых чиновников пропаганды аппарата Фиделя Кастро. Более 10 лет был членом ЦК КП Кубы.
В 1985 до 2006 года работал председателем Кубинского движения за мир и суверенитет народов. На Ассамблее 2000 года в Афинах внёс решительный вклад в антиимпериалистическую переориентацию движения за мир и перенос его главного офиса в Афины. Во время Ассамблеи Всемирного совета мира в 2002 году он был избран президентом а в 2008 году — почётным президентом Всемирного совета мира.
Орландо Фундора Лопес посвятил всю свою жизнь революционной и антиимпериалистической борьбе, за права бедных и угнетённых народов во всем мире.